# زیمنس

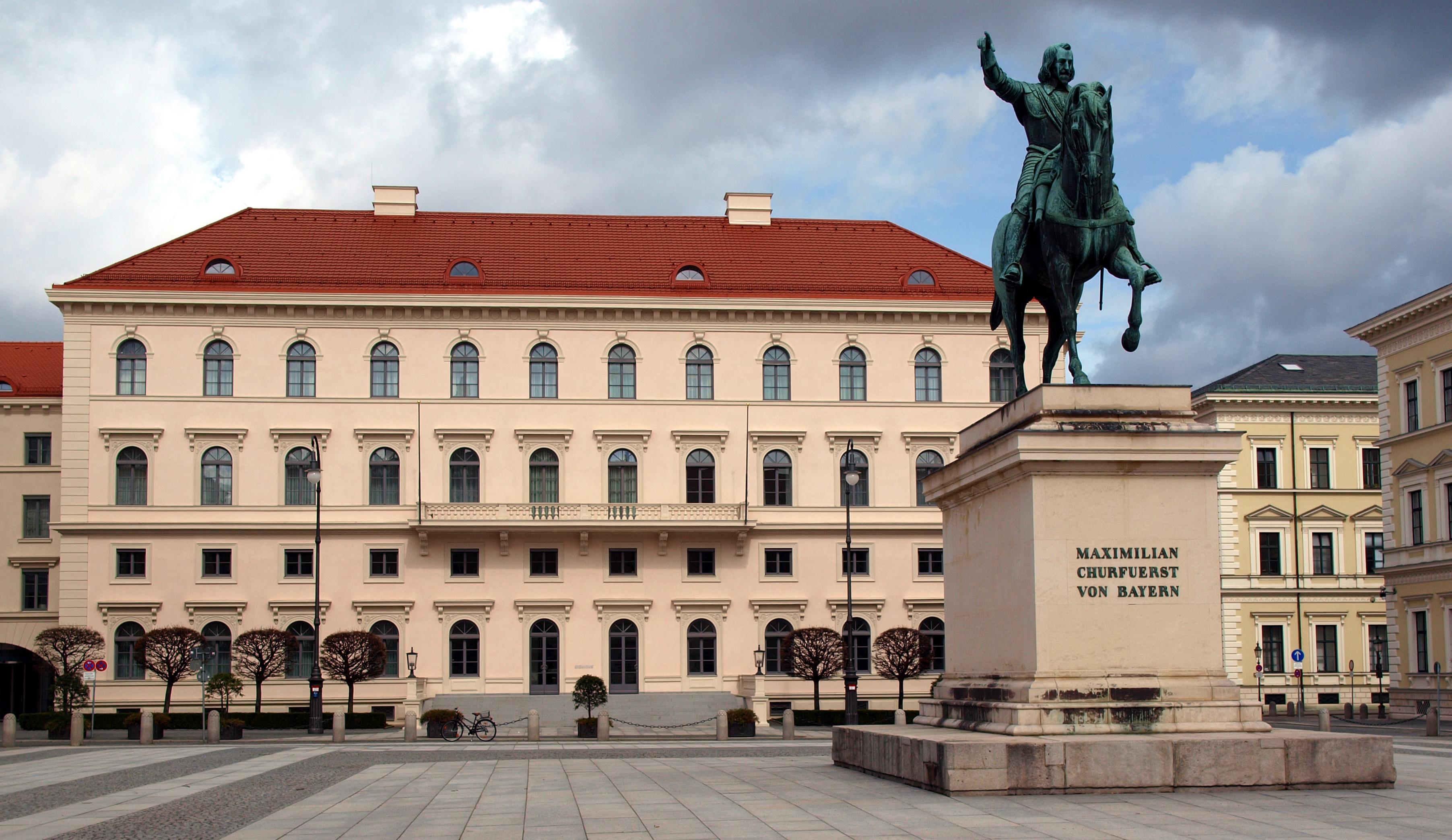
ساختمان مرکزی زیمنس، در مونیخ

زیمنس آگ (به آلمانی: Siemens AG) شرکت فناوری خوشه‌ای چندملیتی آلمانی است، که دفتر مرکزی آن در شهر مونیخ قرار دارد و بزرگترین شرکت تولیدی صنعتی در اروپا است. زیمنس همچنین با سرمایه‌گذاری‌های سنگین در تحقیق و توسعه، از دیرباز همواره یکی از تأثیرگذارترین شرکت‌های جهان در زمینه توسعهٔ فناوری بوده‌است.
بخش‌های اصلی زیمنس عبارتند از: صنعت، انرژی، بهداشت و درمان و زیرساخت و شهرها، که نمایانگر فعالیت‌های اصلی آن می‌باشند. زیمنس سازنده برجسته تجهیزات پزشکی است و بخش بهداشت پزشکی آن، که حدود ۱۲ درصد از کل فروش آن را تولید می‌کند، پس از بخش اتوماسیون صنعتی، دومین واحد سودآور این شرکت است. شرکت زیمنس یکی از اجزای شاخص بازار سهام یورو استاکس ۵۰ است.
تقریباً ۳۸۵۰۰۰ نفر در سراسر جهان در این کورپوریشن و شرکت‌های تابعه آن اشتغال داشته و بنابر اعلام درآمد خود، درآمد جهانی حدود ۸۷ میلیارد یورو را در سال ۲۰۱۹ گزارش کرده‌اند.

## تاریخچه
زیمنس در ۱۲ اکتبر سال ۱۸۴۷ توسط ارنست زیمنس تأسیس شده بود. وارنر این شرکت را درآغاز به‌نام Bauanstalt von Siemens & Halske در کارگاه خود افتتاح نمود. وارنر در سال ۱۸۴۸ نخستین و طولانی‌ترین خط تلگراف میان برلین تا فرانکفورت را ساخته و در سال ۱۸۵۰ برادر خود ویلیام زیمنس را به نمایندگی زیمنس در لندن گماشت. او پس از افتتاح نمایندگی در انگلستان، آغاز به ساخت و راه‌اندازی خطوط و شبکه‌های مخابراتی در روسیه مشغول شد. در سال‌های ۱۸۶۷ خط تلگراف میان لندن - کلکته را به پایان رسانید.
در سال ۱۸۶۶، ورنر فون زیمنس مهم‌ترین کمک خود را به مهندسی برق انجام داد. بر پایه کار مایکل فرادی، او اصول دینام الکتریکی را کشف کرده و ساخت ماشین دینام را که پایه ژنراتورهای برق مدرن و بزرگ بود، آغاز کرد. برخلاف دیگر پژوهشگرانی که در همین زمینه مشغول به‌کار بودند، ارنست ورنر فون زیمنس اهمیت اقتصادی اختراع خود را به‌رسمیت شناخت و در سال ۱۸۶۷ اختراع را ثبت کرد تا حق مالکیت خود را در اختیار بگیرد.
پس از تقریباً ۱۰ سال توسعه و آزمایش، برای تولید گسترده در سال ۱۸۷۵ آماده شد. گسترش دینام آغاز یک دوره جدید در تاریخ مهندسی برق بود. توانایی تولید و توزیع مقدار بسیاری انرژی الکتریکی با هزینه کم موجب شد تا اقتصاد بسیار رشد یابد. مهندسی با ولتاژ بالا آغاز شد.
نخستین بخش‌های کاربردی، روشنایی الکتریکی و فناوری درایو بود. در ۱ مارس سال ۱۸۷۹، ساختمان زیمنس در شارلوتنبورگ نخستین خانه خصوصی آلمان بود که توسط انرژی الکتریکی روشن می‌شد. چند هفته بعد در نمایشگاه تجاری برلین، زیمنس و هالسکی نخستین راه‌آهن الکتریکی جهان را که توسط یک منبع برق خارجی ساخته شده بود معرفی کردند.
در سال‌های پس از این شرکت رشد و پیشرفت خود را با ساختن موتورهای برقی و لامپ ادامه داده و در سال ۱۸۹۷ نام شرکت از Bauanstalt von Siemens & Halske به (S&H) تغییر کرد. در سال ۱۹۱۹ شرکت زیمنس با همکاری دو شرکت دیگر به‌طور مشترک شرکت اوسرام OSRAM بنیان نهادند و در سال ۱۹۲۳ شرکت‌های فرعی و زیرمجموعه آن در ژاپن تأسیس گشت.

## محصولات، خدمات و مشارکت
زیمنس دامنه گسترده‌ای از محصولات و خدمات مربوط به مهندسی برق و الکترونیک را ارائه می‌دهد. محصولات آن را می‌توان به‌طور کلی به دسته‌های زیر تقسیم کرد: محصولات مرتبط با ساختمان، درایوها، اتوماسیون و محصولات مرتبط با کارخانه‌های صنعتی؛ محصولات مرتبط با انرژی؛ روشنایی؛ محصولات پزشکی؛ و محصولات مرتبط با ترابری و لجستیک.
محصولات مرتبط با ساختمان‌های زیمنس شامل: تجهیزات و سامانه‌های اتوماسیون ساختمان؛ تجهیزات و سامانه‌های عملیات ساختمان؛ ساخت تجهیزات و سامانه‌های ایمنی در برابر آتش تجهیزات و سامانه‌های امنیتی ساختمان؛ و تابلو برق ولتاژ پایین شامل محصولات محافظت و توزیع مدار است.
درایوها، اتوماسیون و محصولات مربوط به کارخانه‌های صنعتی زیمنس شامل: موتورها و درایوهای تسمه‌های نقاله؛ پمپ‌ها و کمپرسورها؛ موتورها و درایوهای سنگین برای کارخانه‌های نورد فولاد؛ کمپرسورهای خطوط لوله نفت‌وگاز؛ اجزای مکانیکی شامل چرخ‌دنده برای توربین‌های بادی و کارخانه‌های سیمان؛ تجهیزات و سامانه‌های اتوماسیون و کنترل‌ها برای ماشین‌آلات تولیدی و ابزارآلات؛ و کارخانه صنعتی برای فرآوری آب و فرآوری مواد اولیه است.
محصولات مرتبط با انرژی زیمنس شامل: توربین‌های گازی و بخار؛ ژنراتورها؛ کمپرسورها؛ توربین‌های بادی درون‌خشکی و فراساحل؛ محصولات انتقال برق ولتاژ بالا؛ ترانسفورماتورهای برق؛ محصولات و سامانه‌های سوئیچینگ ولتاژ بالا؛ سامانه‌های انتقال جریان برق متناوب و مستقیم؛ اجزا و سامانه‌های ولتاژ متوسط؛ و محصولات اتوماسیون برق است.
در صنعت انرژی‌های تجدیدپذیر، این شرکت مجموعه‌ای از محصولات و خدمات را برای کمک به ساخت و بهره‌برداری از شبکه‌های کوچک برق، در هر اندازه‌ای، ارائه می‌دهد. این بخش تولید و توزیع انرژی الکتریکی و همچنین نظارت و کنترل بر ریزشبکه‌ها را فراهم می‌کند.
شرکت تابعه OSRAM محصولات روشنایی از جمله لامپ‌های رشته‌ای، هالوژن، فلورسنت کوچک، فلورسنت ، لامپ‌های تخلیه-شدید و زنون تولید می‌کند. منابع نوری نیمه هادی اپتو-الکترونیکی مانند دیودهای نورگسیل (LEDها)، LEDهای آلی، دیودهای لیزر قدرت بالا، سامانه‌های LED و چراغ‌های LED؛ تجهیزات الکترونیکی از جمله بالاست‌های الکترونیکی؛ سامانه‌های کنترل و مدیریت روشنایی و اجزای دقیق مربوط به آن است.
محصولات پزشکی زیمنس شامل: سامانه‌های فناوری اطلاعات بالینی؛ سمعک؛ تجهیزات تشخیص آزمایشگاهی؛ تجهیزات تصویربرداری از جمله آنژیوگرافی، توموگرافی کامپیوتری، فلوروسکوپی، تشدید مغناطیسی، ماموگرافی، سونوگرافی؛ تصویربرداری مولکولی و تجهیزات اشعه ایکس و تجهیزات پرتودرمانی و ذرات درمانی است.
محصولات مرتبط با ترابری و لجستیک زیمنس شامل: تجهیزات و سامانه‌های ترابری ریلی از جمله خودروهای ریلی برای ترابری جمعی، ترابری منطقه‌ای و مسافت‌های طولانی، لوکوموتیوها، تجهیزات و سامانه‌های برقی‌سازی راه‌آهن، سامانه‌های کنترل مرکزی، اینترلاک و کنترل خودکار قطارها؛ تجهیزات و سامانه‌های مربوط به ترافیک جاده‌ای از جمله شناسایی ترافیک، اطلاعات و راهنمایی‌ها؛ تجهیزات و سامانه‌های لجستیک فرودگاه از جمله ردیابی بار و جابجایی چمدان؛ و تجهیزات و سامانه‌های اتوماسیون پستی از جمله مرتب‌سازی بسته نامه می‌باشد.

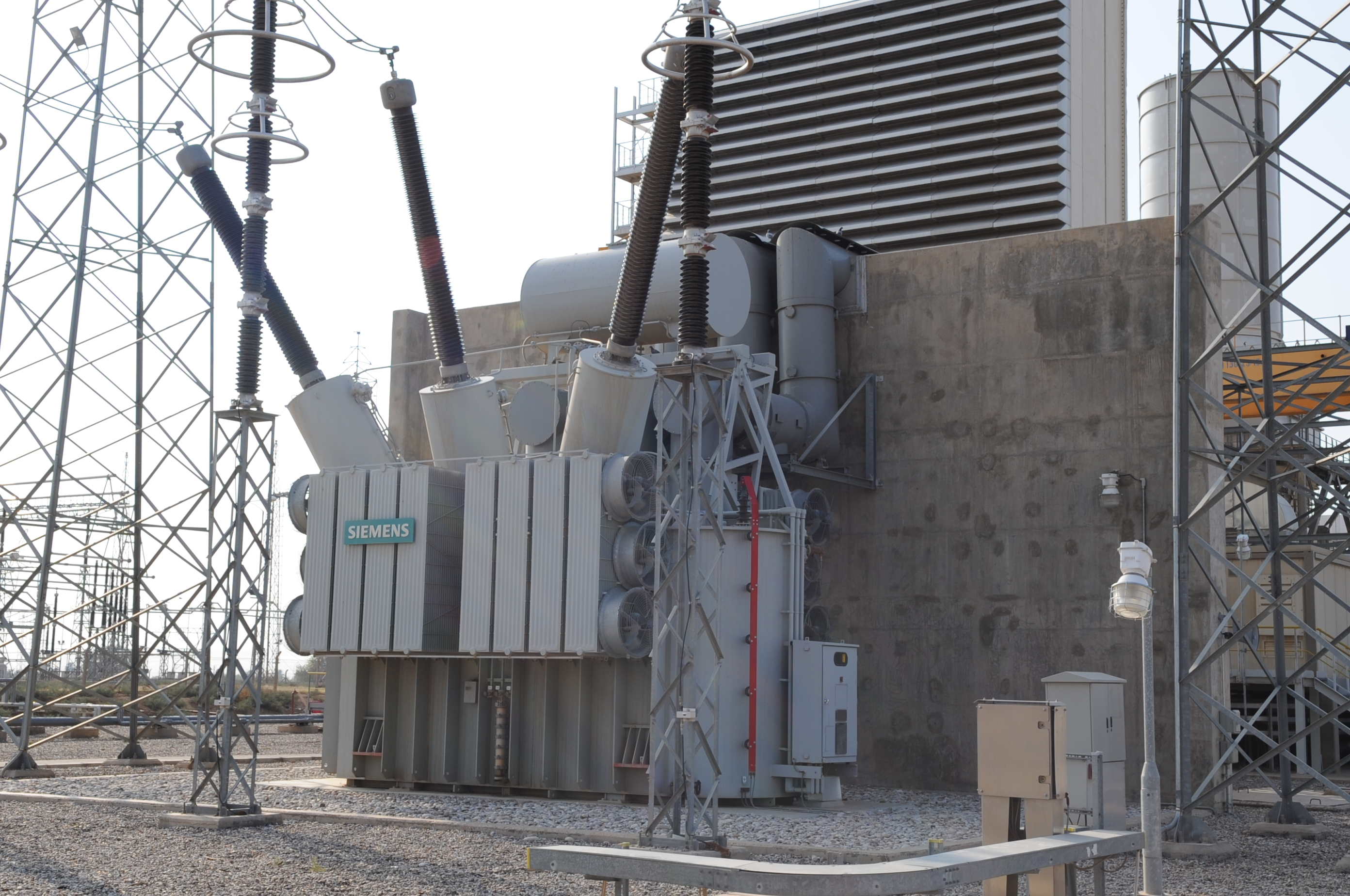
یک ترانسفورماتور ولتاژ بالا زیمنس
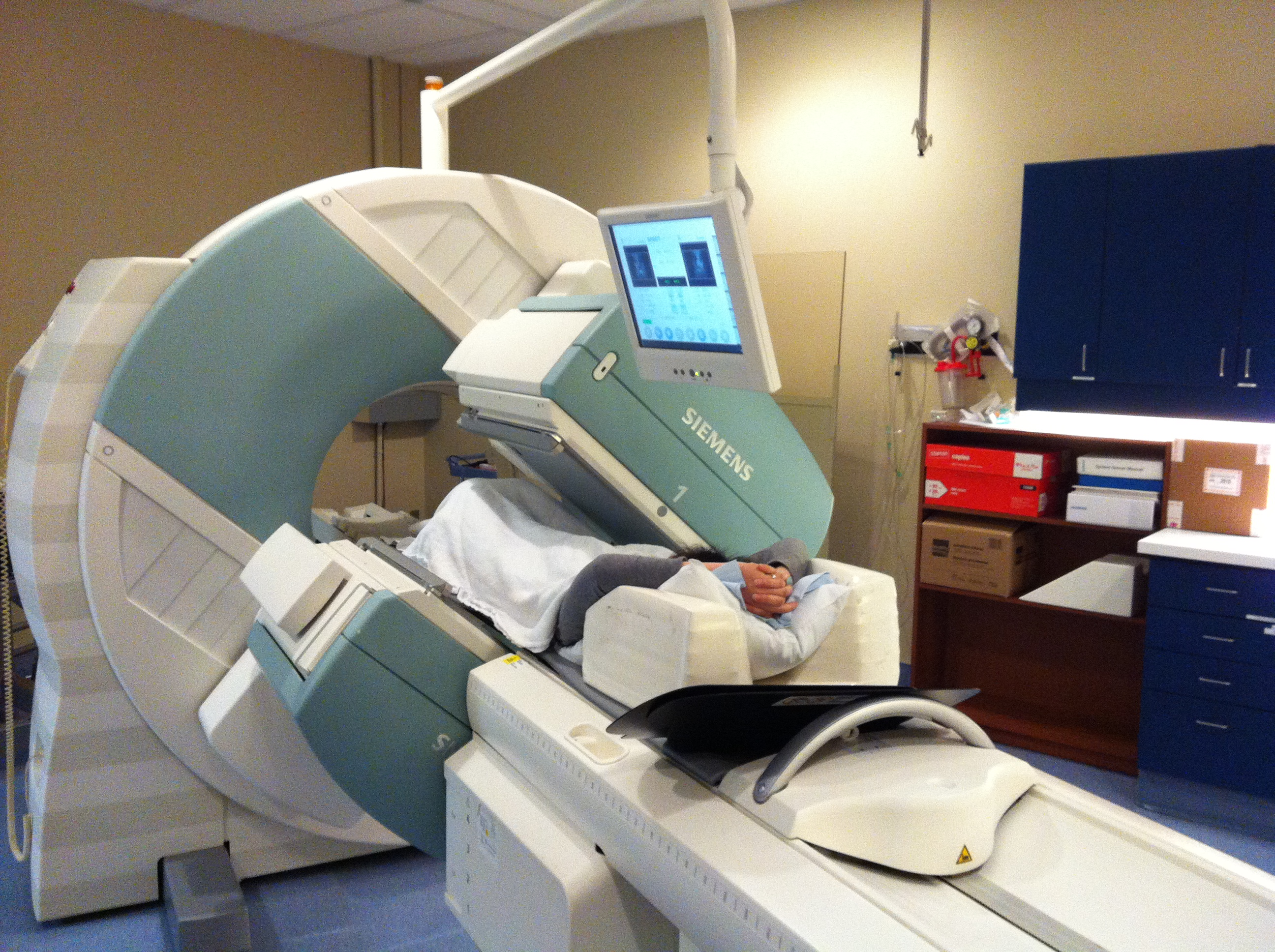
یک اسکنر SPECT / CT زیمنس در حال کار.
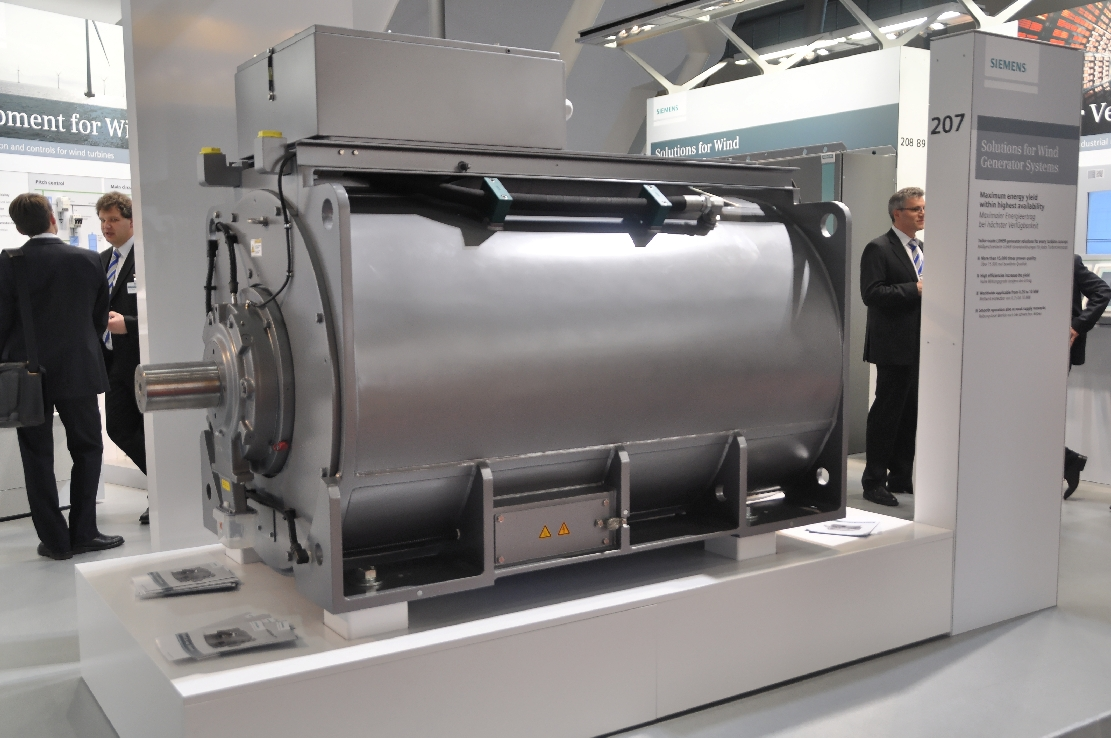
یک ژنراتور برق توربین بادی زیمنس
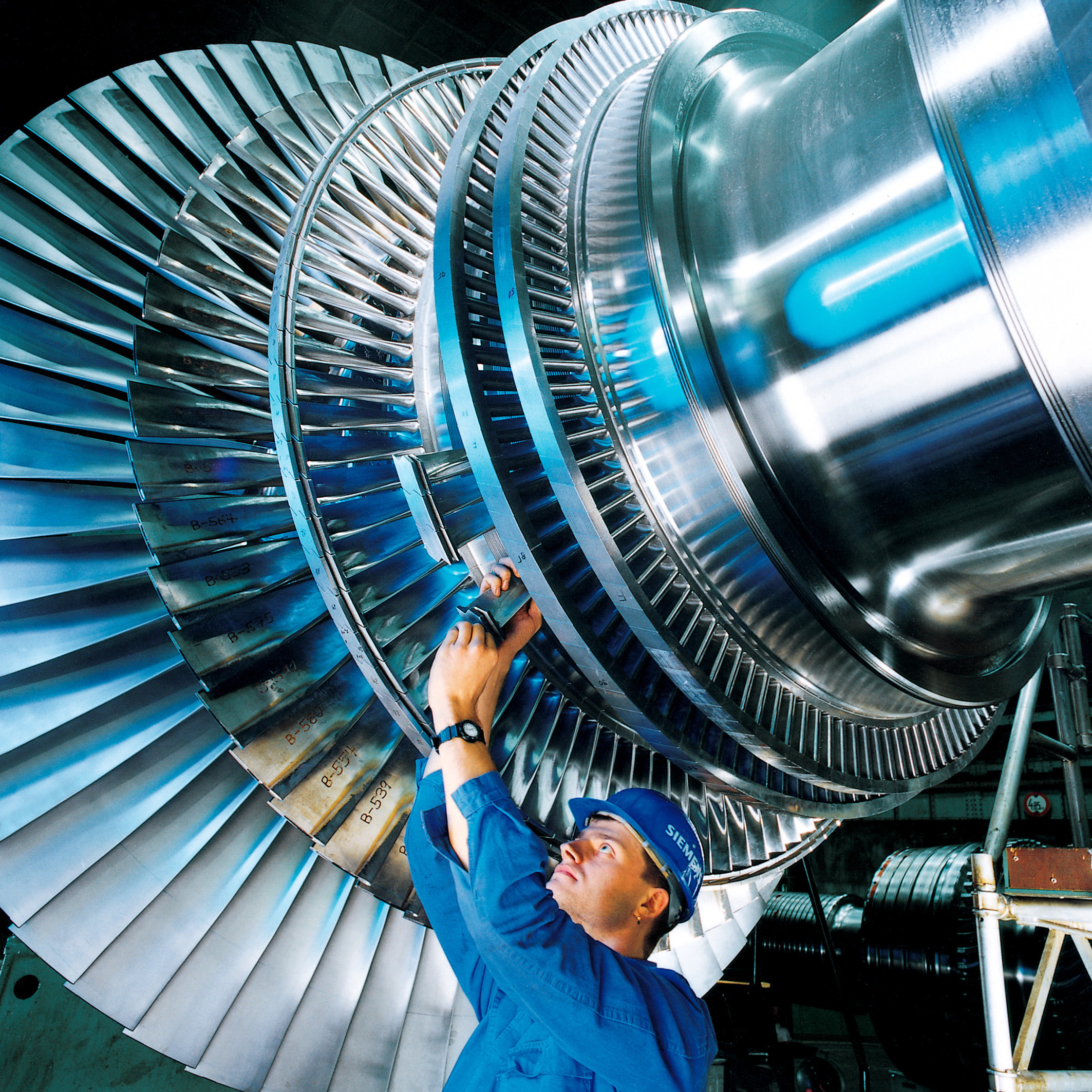
یک روتور توربین بخار زیمنس
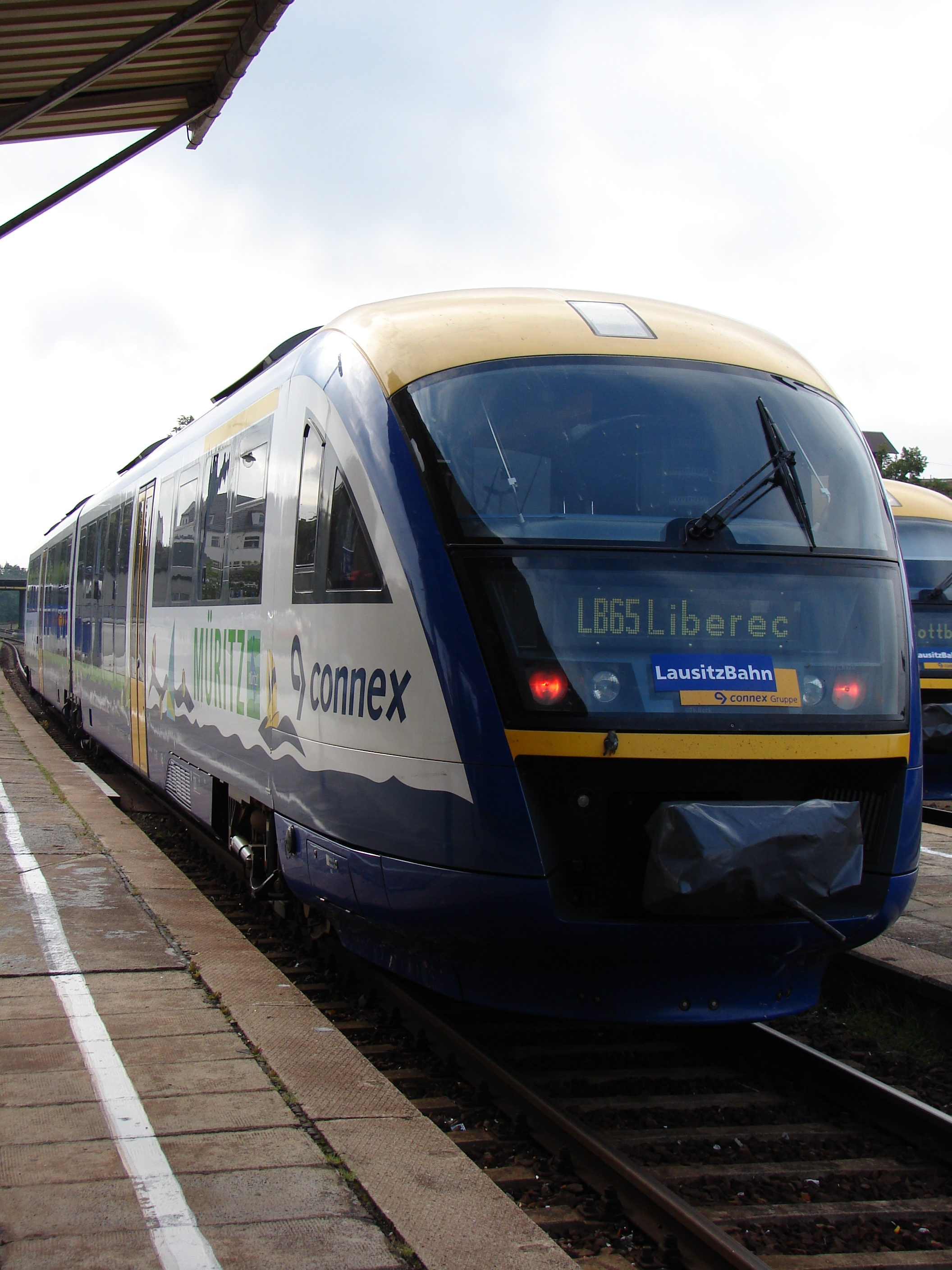
یک قطار زیمنس در حال کار
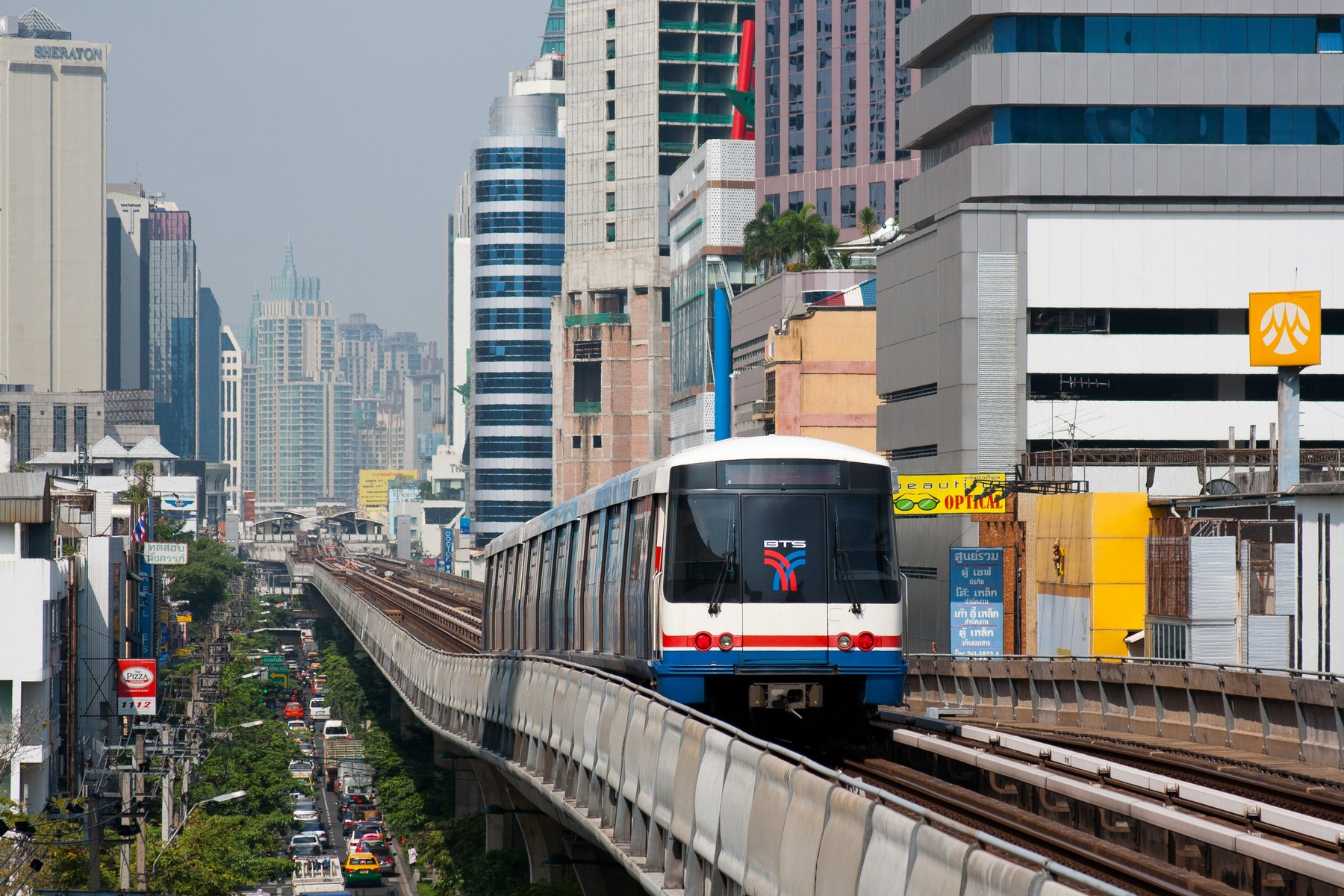
بی‌تی‌اس اسکای‌ترین بانگوک ساخته شده توسط زیمنس.
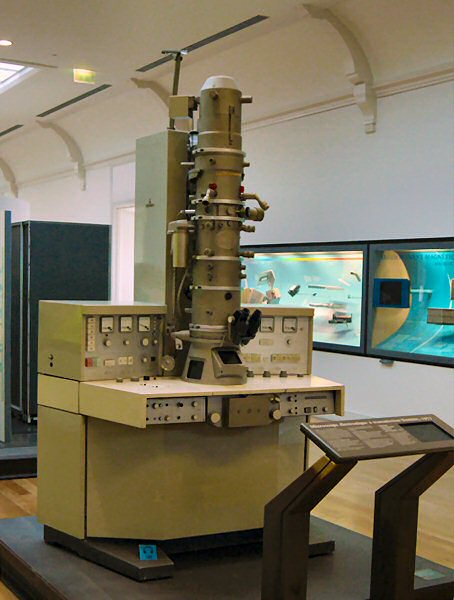
یک میکروسکوپ الکترونی ساخت زیمنس در موزه

## تحقیق و توسعه
در سال ۲۰۱۱، زیمنس در مجموع ۳٫۹۲۵ میلیارد یورو در بخش تحقیق و توسعه سرمایه‌گذاری کرد که معادل ۵٫۳٪ از کل درآمد این شرکت است. در ۳۰ سپتامبر ۲۰۱۱، زیمنس تقریباً ۱۱٬۸۰۰ کارمند آلمانی مشغول در بخش تحقیق و توسعه داشته و تقریباً ۱۶۰۰۰ کارمند دیگر در بقیه جهان داشت که بیشتر آنان در اتریش، چین، کرواسی، دانمارک، فرانسه، هند، ژاپن، مکزیک، هلند، روسیه، اسلواکی، سوئد، سوئیس، انگلستان یا ایالات متحده مستقر بودند. در ۳۰ سپتامبر ۲۰۱۱، زیمنس تقریباً ۵۳٬۳۰۰ حق ثبت اختراع در سراسر جهان را در اختیار داشت. زیمنس با دانشگاه فنی دارمشتات اتحادی استراتژیک تشکیل داده‌است.

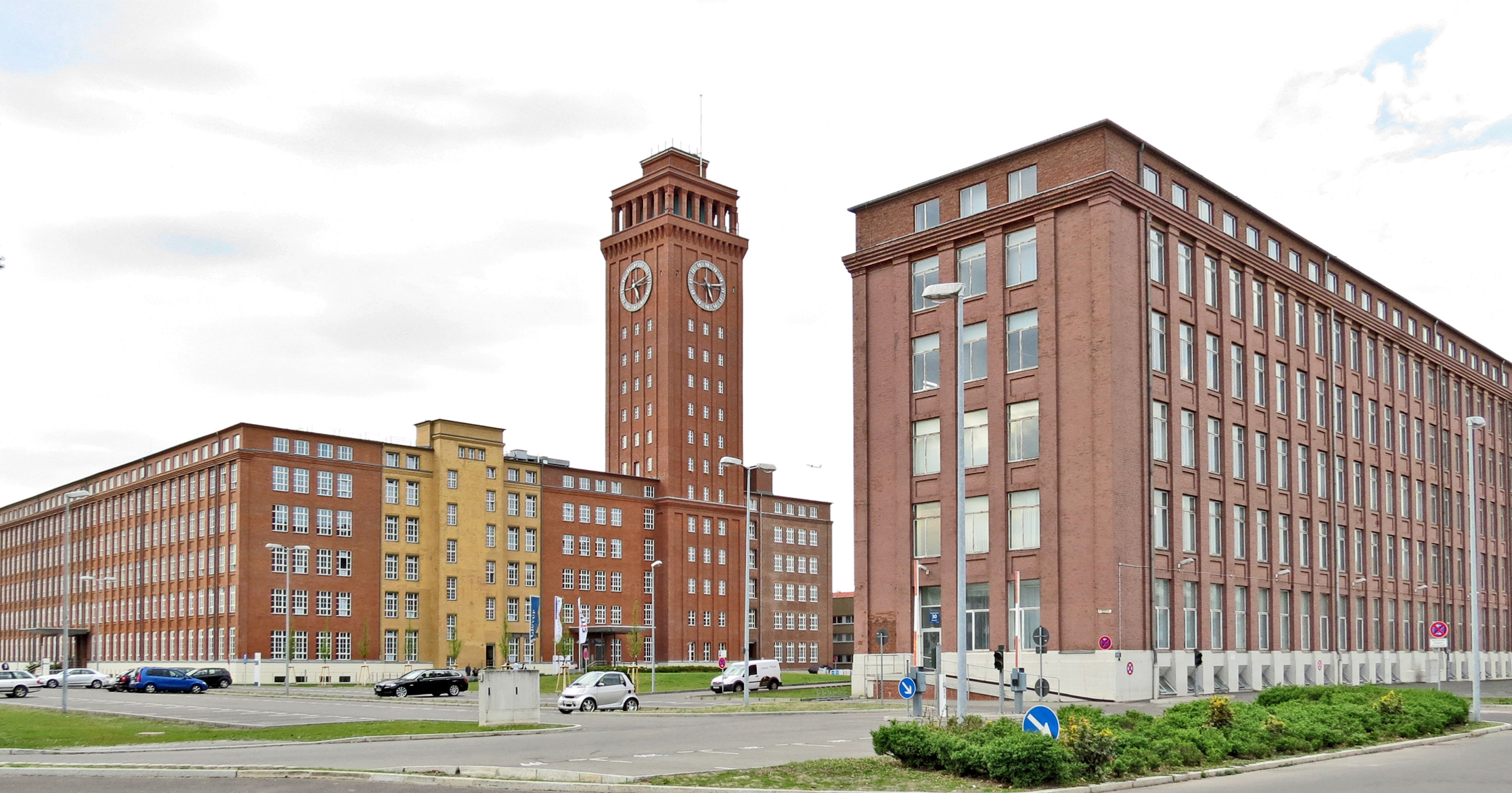
برج زیمنس در برلین-زیمنس اشتاد
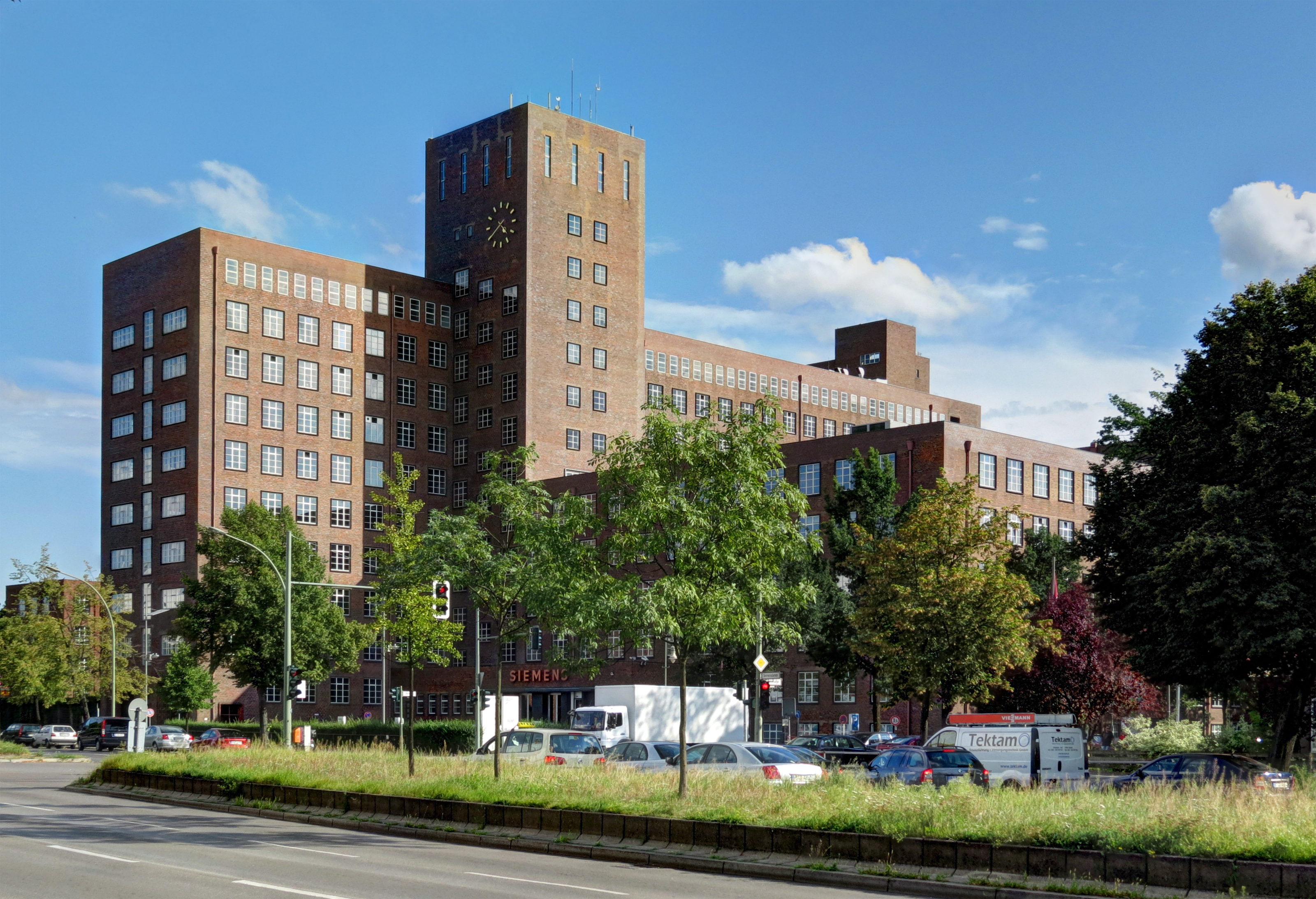
"Wernerwerk" (کارخانه ورنر) در برلین-زیمنس اشتاد
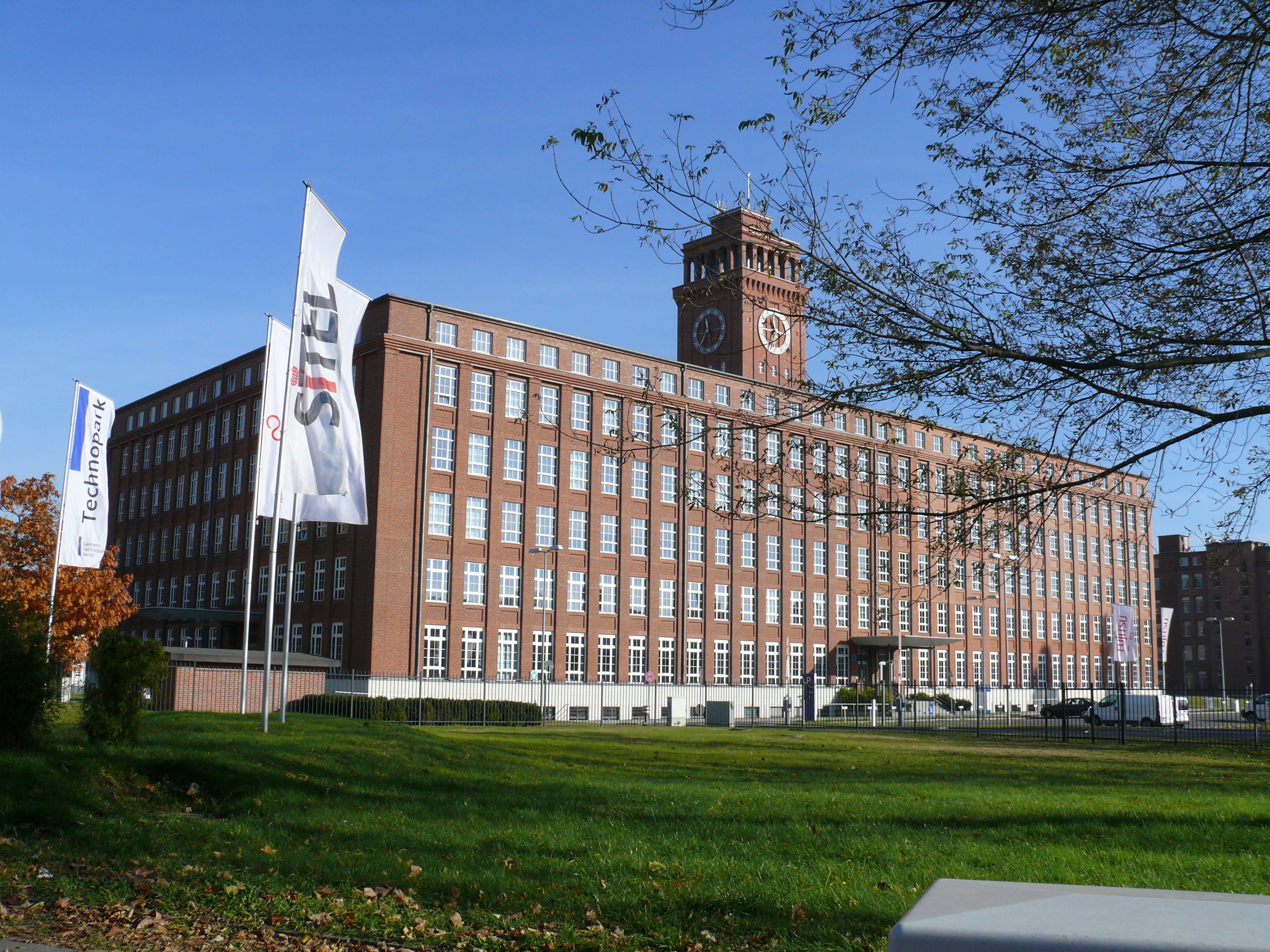
ورنرورک ۲ در برلین-زیمنس اشتاد
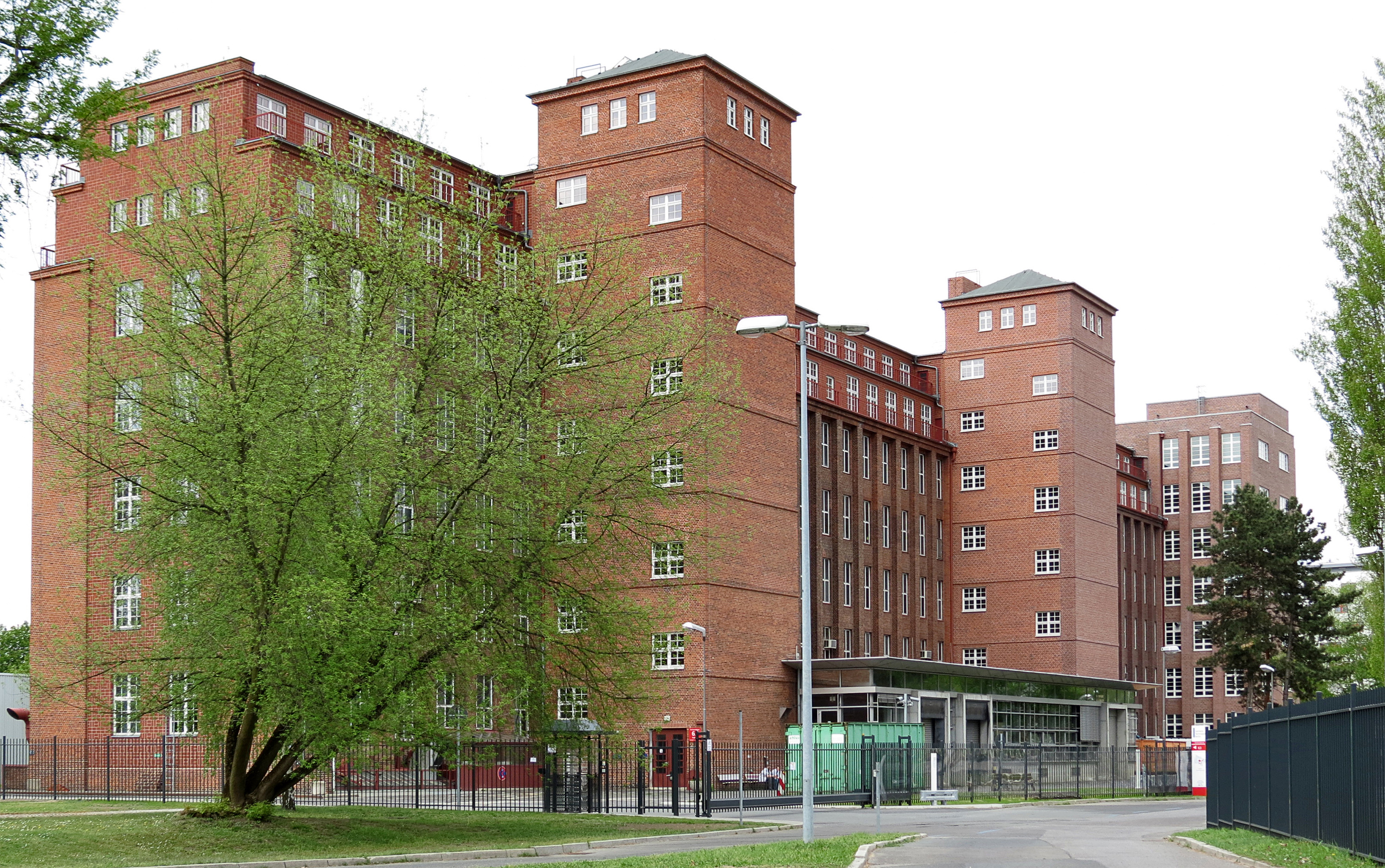
ورنرورک XV در برلین-زیمنس اشتاد
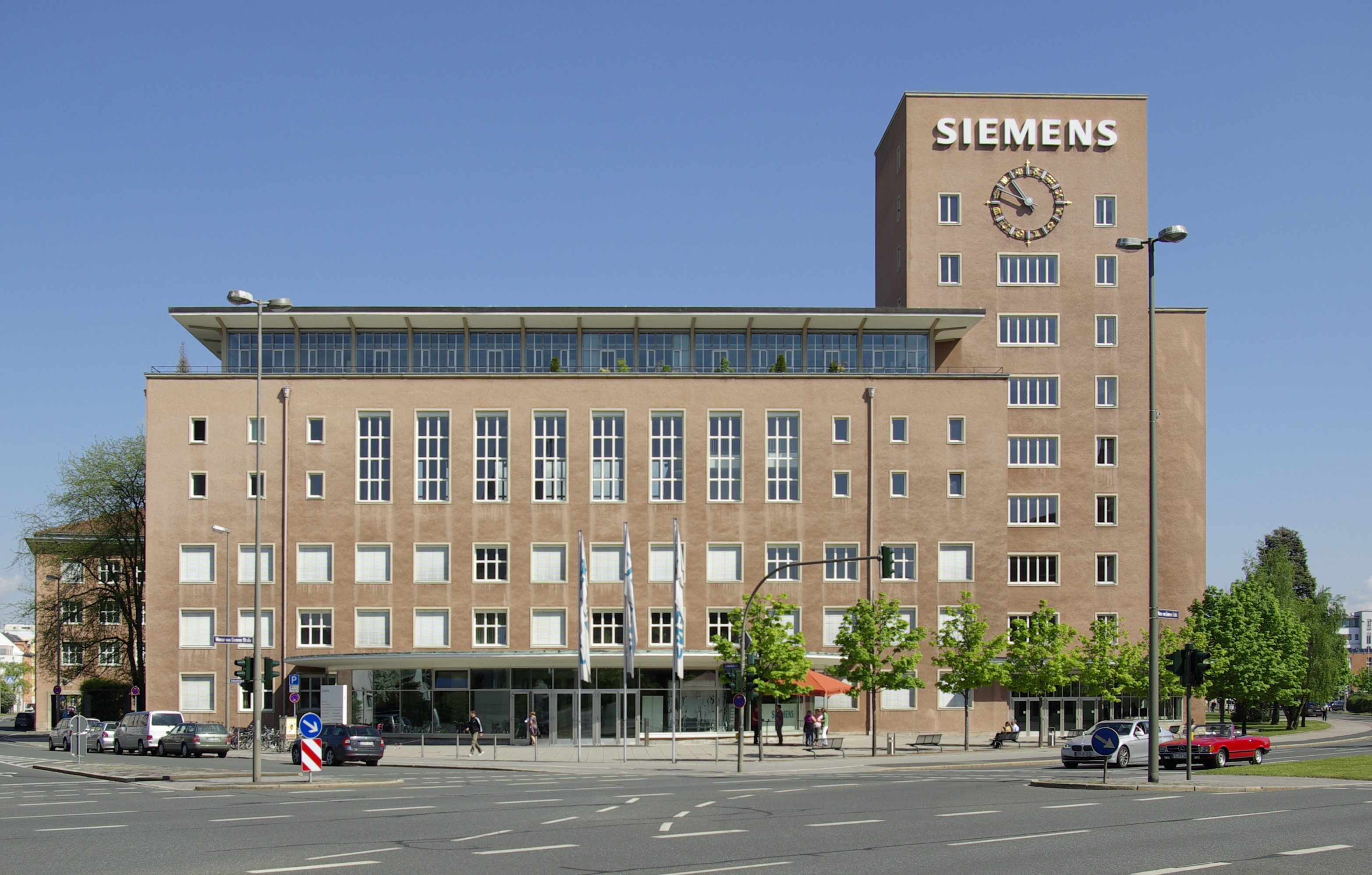
ساختمان اداری زیمنس در ارلانگن
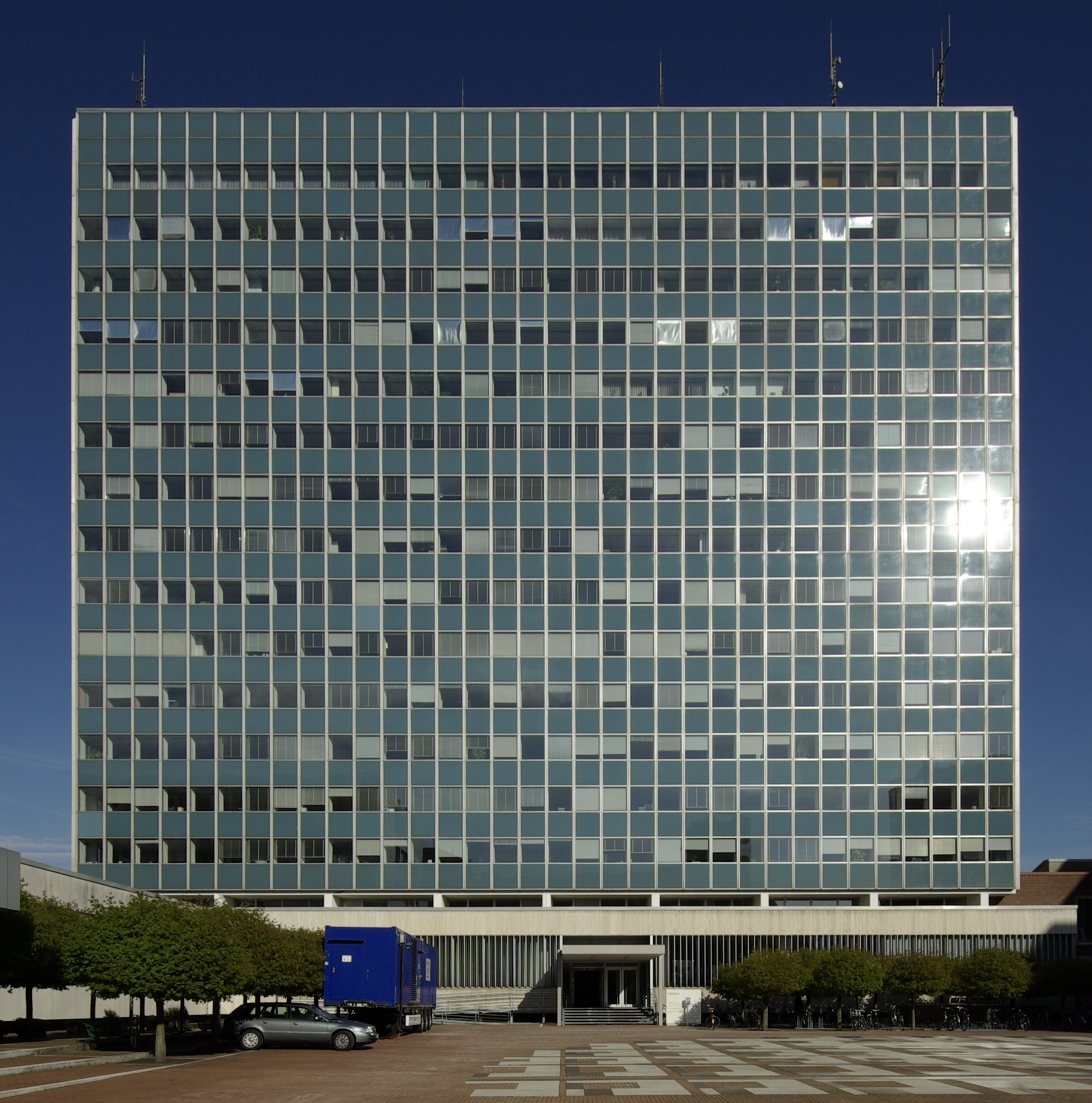
ساختمان اداری زیمنس در ارلانگن
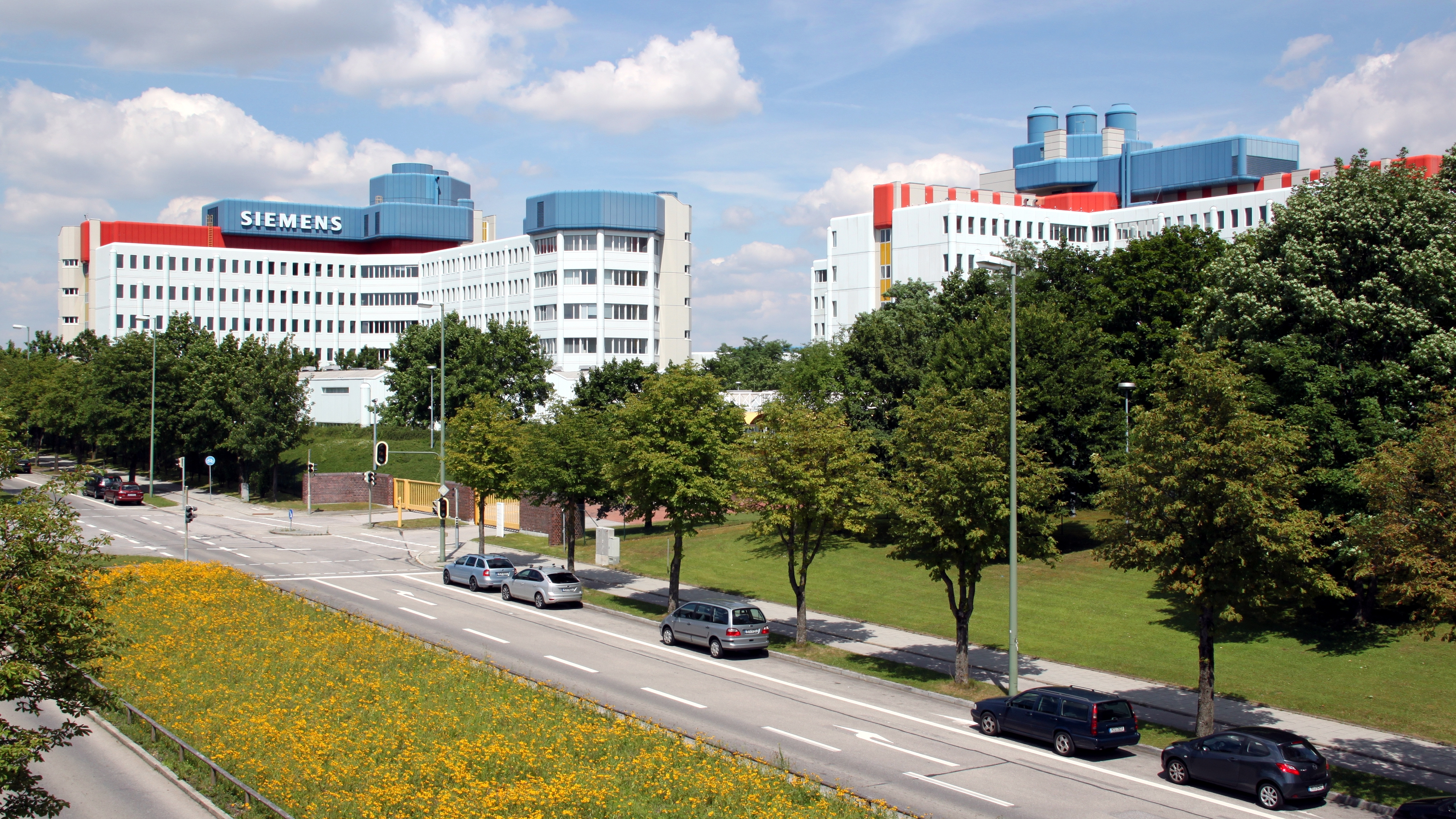
واحد زیمنس در مونیخ-پرلاچ
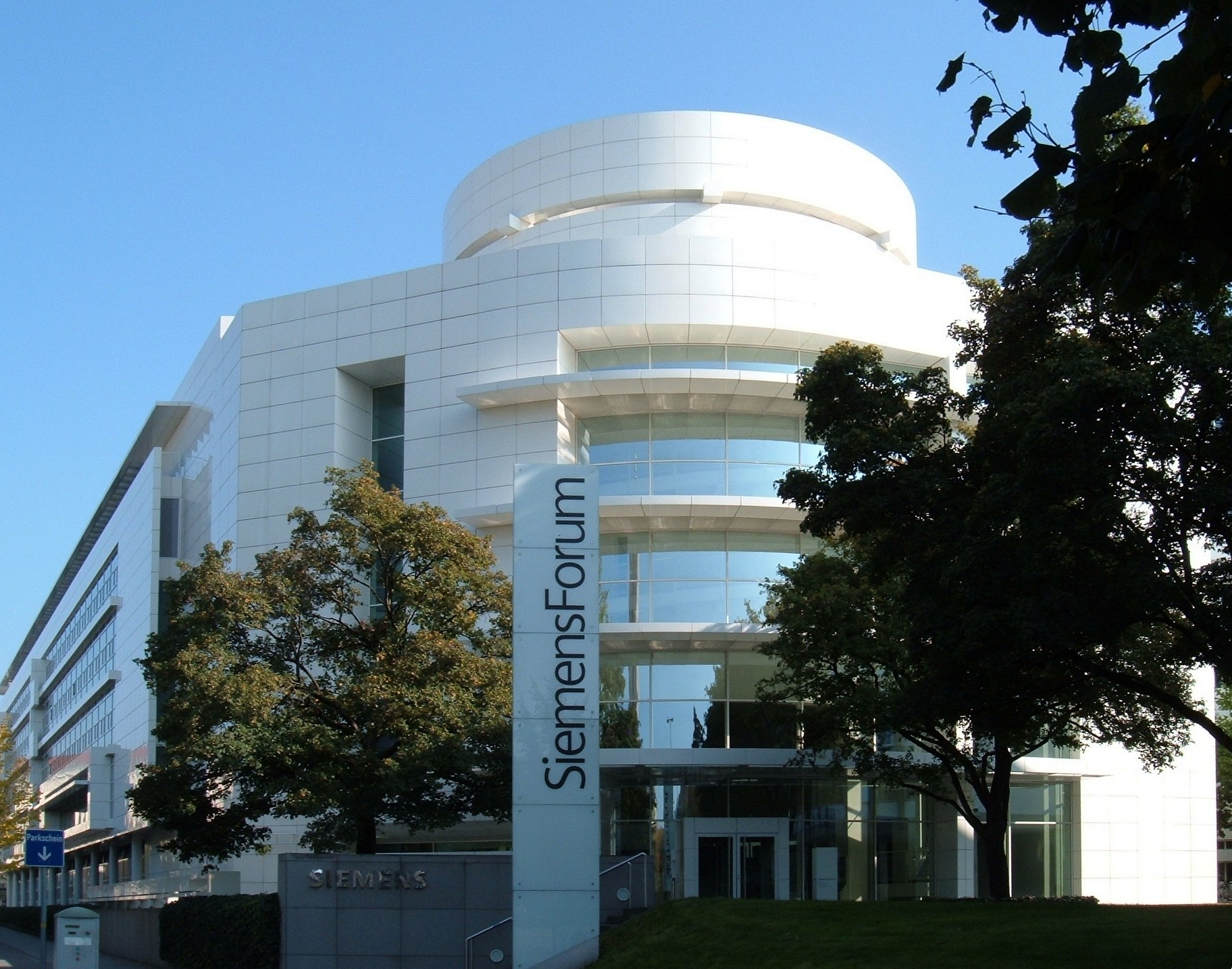
انجمن زیمنس مونیخ
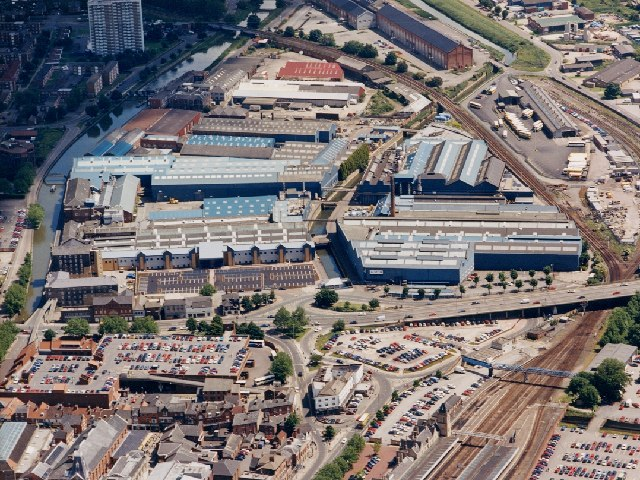
کارخانه توربین گاز زیمنس، که پیش‌تر Ruston & Hornsby Pelham Works نامیده می‌شد، در لینکلن، انگلیس